# Більський (Бєлорєцький район)
Бі́льський (рос. Бельский, башк. Бельский) — присілок (колишнє селище) у складі Бєлорєцького району Башкортостану, Росія. Входить до складу Кагинської сільської ради.
Населення — 56 осіб (2010; 65 в 2002).
Національний склад:
- башкири — 95%